# Paula Jorritsma
P.C. (Paula) Jorritsma-Verkade (Friesland, 1968) is een Nederlandse historica, PvdA-politica en bestuurster. Sinds 10 februari 2022 is zij burgemeester van Voorst.

## Biografie

#### Opleiding en loopbaan
Jorritsma studeerde maatschappijgeschiedenis aan de Erasmus Universiteit Rotterdam en studeerde af in geschiedenis aan de Universiteit Utrecht. Daarna was zij onder meer acht jaar werkzaam als verslaggever voor het Brabants Dagblad en zes jaar als historica voor het Streekarchief Langstraat Heusden Altena.

#### Wethouder van Woudrichem en Altena
Jorritsma werd politiek actief voor Progressief Altena, een combinatie van D66, GroenLinks, PvdA en onafhankelijken. Zij is zelf lid van de PvdA. Van 2014 tot en met 2018 was zij wethouder van Woudrichem. Nadat de gemeente Woudrichem samen met de gemeenten Aalburg en Werkendam per 1 januari 2019 opgingen in de gemeente Altena was zij daar tot 1 februari 2022 wethouder, toen zij afscheid nam van Altena. Ook was zij er gemeenteraadslid.

#### Burgemeester van Voorst
Jorritsma werd op 13 december 2021 door de gemeenteraad van Voorst voorgedragen als nieuwe burgemeester. Op 8 februari 2022 werd bekend dat de minister van Binnenlandse Zaken en Koninkrijkrelaties de voordracht heeft overgenomen zodat zij bij koninklijk besluit benoemd kon worden met ingang van 10 februari 2022. Op die dag vonden ook de installatie en beëdiging plaats. Vanaf 24 november 2023 werd zij waargenomen door Jan Willem Wiggers wegens herstel van een fietsongeluk. Op 16 april 2024 hervatte zij haar werkzaamheden.

#### Persoonlijke levenssfeer
Jorritsma is getrouwd en heeft vier kinderen. Zij is geboren in Friesland en getogen in Zeeland. Ze woonde later in het buitenland en kwam in 1994 in Woudrichem terecht.